# Museu de la Vinya i el Vi de Muntanya
El Museu de la Vinya i el Vi de Muntanya, també conegut com a museu de la vinya i el vi del Pont de Bar, és un museu etnològic ubicat al poble del Pont de Bar, a l'Alt Urgell. Exactament es troba a l'antic cortal de Cal Teixidoret.
El museu explica la història del cultiu del vi a la comarca, de com els atacs de la fil·loxera de finals del segle xix van obligar els pagesos locals a eliminar vinyes i començar a esdevenir ramaders obtenint rendiment de vaques i ovelles.
A la planta principal s'explica el procés d'elaboració del vi, mentre que al pis de dalt s'expliquen temes relacionats amb el cultiu de la vinya.
Actualment forma part de la Ruta dels oficis d'ahir de l'Alt Urgell.

## Galeria

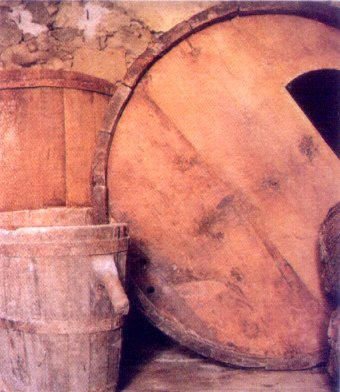
Bótes exposades al museu